# Cordyla pinnata
Cordyla pinnata är en ärtväxtart som först beskrevs av Achille Richard, och fick sitt nu gällande namn av Milne-redh.. Cordyla pinnata ingår i släktet Cordyla, och familjen ärtväxter. Inga underarter finns listade i Catalogue of Life.